# Biblioteca Nacional de Austria
La Biblioteca Nacional de Austria (en alemán, Österreichische Nationalbibliothek o "ÖNB"), heredera de la antigua Biblioteca Imperial de los Habsburgo (Hofbibliothek), posee casi ocho millones de documentos.
Adquirió su nombre actual en 1920, tras el fin del Imperio. Se encuentra situada en el Hofburg de Viena, y algunos de sus fondos en el Palacio Mollard-Clary. Contiene valiosos fondos: papiros, manuscritos, incunables, libros antiguos, mapas, partituras musicales, autógrafos, grabados, esferas y globos terráqueos y celestes, etc. Recoge la gran riqueza acumulada por la Casa de Habsburgo desde tiempos medievales, si bien la Biblioteca Imperial, antecedente directa de la actual empezó a funcionar desde el siglo XVI, bajo Maximiliano II. Cuenta asimismo con una importante colección (más de 35 000 ejemplares) de libros en y sobre el esperanto y otras lenguas artificiales. Dentro de la institución hay un museo sobre papiros, otro sobre globos terráqueos, y un tercero sobre el esperanto.
El edificio barroco fue diseñado por Johann Bernhard Fischer von Erlach y levantado entre 1723 y 1726 bajo la dirección de su hijo Joseph Emanuel Fischer von Erlach.